# 多帶兔脂鯉
多帶兔脂鯉（学名：Leporinus multifasciatus）為輻鰭魚綱脂鯉目脂鯉亞目上口脂鯉科的其中一個種，分布於南美洲亞馬遜河流域，體長可達30公分，棲息在植物生長茂密的水域，生活習性不明，可作為觀賞魚。
其种加词“multifasciatus”意为“多带的”。